# Montaż nieliniowy
Montaż nieliniowy – montaż materiału obrazowego i dźwiękowego przy użyciu komputera, umożliwiający dostęp do każdego fragmentu materiału w dowolnym momencie pracy nad nim.
Nieliniowy montaż w postprodukcji filmowej i telewizyjnej jest obecnie najbardziej popularną metodą montażu takich materiałów. Dźwięk lub obraz jest zapisywany w postaci cyfrowej na twardym dysku, gdzie może być opracowany w edytorze wideo lub audio. W porównaniu z metodą montażu liniowego daje znacznie większą swobodę w dostępie do dowolnego miejsca materiału, pozwala zarządzać projektami i tworzyć nowe wersje bez zmieniania oryginalnych.
Znaczny postęp zanotowano w miarę rozwoju pojemności pamięci masowych i spadku ich cen, co dało także dostęp do technik montażowych domowym użytkownikom wykorzystującym tanie, konsumenckie produkty do obróbki wideo i audio.
System domowej edycji wideo to komputer z możliwością pobierania materiału źródłowego z kamer wideo, MiniDV, HDV za pomocą wejścia FireWire i zapisujący opracowany materiał jako plik filmowy na dysku lub transferujący go na płytę CD, DVD lub Blu-ray.

## Otwartoźródłowe nieliniowe edytory materiału obrazowego
- Cinelerra
- LiVES
- Kdenlive
- OpenShot
- PiTiVi